# На даху світу
«На даху світу» (фр. Tout en haut du monde) — французько-данський анімаційний пригодницький фільм, знятий Ремі Шає. Світова прем'єра стрічки відбулась 16 червня 2015 року на Аннеському міжнародному анімаційному кінофестивалі. Фільм розповідає про російську дівчину-аристократку на ім'я Саша, яка вирушає у подорож на Північний полюс на пошуки свого дідуся Олукіна.

## У ролях
| Актор         | Роль                        |
| ------------- | --------------------------- |
| Кріста Тере   | Саша (дівчина-аристократка) |
| Феодор Аткін  | Олукін (дідусь Саши)        |
| Томас Саголс  | Катч                        |
| Ремі Каєбо    | Ларсон                      |
| Одрі Сабле    | Надя                        |
| Фаб'єн Бріше  | Томскі                      |
| Ремі Біше     | батько Саши                 |
| Жюльєтт Дежен | мати Саши                   |

## Виробництво
Фільм був виконаний у класичній мальованій анімації. Команда творців складалась з 20 аніматорів та 20 художників. Робота над стрічкою тривала понад 18 місяців.

## Сприйняття

### Критика
Фільм отримав позитивні відгуки від кінокритиків. На вебсайті Rotten Tomatoes стрічка має рейтинг 97% за підсумком 34 рецензій, а її середній бал становить 6,9/10. На Metacritic фільм отримав 70 балів зі 100 на підставі 14 рецензій, що вважається «цілком позитивним».

### Визнання
| Нагороди та номінації фільму «На даху світу» | Нагороди та номінації фільму «На даху світу»    | Нагороди та номінації фільму «На даху світу» | Нагороди та номінації фільму «На даху світу» | Нагороди та номінації фільму «На даху світу» | Нагороди та номінації фільму «На даху світу» |
| Рік                                          | Кінопремія / Кінофестиваль                      | Категорія / Нагорода                         | Номінант                                     | Результат                                    |                                              |
| -------------------------------------------- | ----------------------------------------------- | -------------------------------------------- | -------------------------------------------- | -------------------------------------------- | -------------------------------------------- |
| 2015                                         | Аннеський міжнародний анімаційний кінофестиваль | Найкращий анімаційний фільм                  | «На даху світу»                              | Номінація                                    |                                              |
| 2015                                         | Аннеський міжнародний анімаційний кінофестиваль | Приз глядацьких симпатій                     | «На даху світу»                              | Перемога                                     |                                              |
| 2015                                         | Сан-Паольський міжнародний кінофестиваль        | Найкращий фільм                              | «На даху світу»                              | Номінація                                    |                                              |
| 2016                                         | Премія «Tokyo Anime»                            | Гран-прі                                     | «На даху світу»                              | Перемога                                     |                                              |
| 2016                                         | Премія «Tokyo Anime»                            | Приз губернатора Токіо                       | «На даху світу»                              | Перемога                                     |                                              |
| 2016                                         | Сіетлський міжнародний кінофестиваль            | Нагорода молодіжного журі                    | «На даху світу»                              | Номінація                                    |                                              |
| 2017                                         | Премія «Люм'єр»                                 | Найкращий анімаційний фільм                  | «На даху світу»                              | Номінація                                    |                                              |